# L'Homme des hautes plaines
Pour plus de détails, voir Fiche technique et Distribution.
L'Homme des hautes plaines (High Plains Drifter) est un film américain réalisé par Clint Eastwood et sorti en 1973.
Pour sa seconde réalisation, Clint Eastwood s'essaie au western, genre qui l'a rendu populaire comme acteur. Ce film reprend la mythologie de l'homme sans nom déjà exploitée dans la trilogie de Sergio Leone : Pour une poignée de dollars, Et pour quelques dollars de plus et Le Bon, la Brute et le Truand. Le film est aussi inspiré du travail avec un autre réalisateur, Don Siegel. Le meurtre de Kitty Genovese, en 1964, a quant à lui inspiré la trame du film.

## Synopsis
À Lago, petite ville du désert de l’Ouest sauvage américain, le massacre d’un homme portant une étoile à coups de fouet par trois malfrats revient en flashs à plusieurs reprises au cours du film.
Un étranger, tout de noir vêtu, arrive dans la ville. Trois hommes semblent y faire la loi. Rapidement menacé lui-même par ces hommes dans le saloon, l’étranger va bientôt affirmer sa personnalité en tuant ses trois agresseurs qui viennent de nouveau lui chercher querelle chez le barbier. Alors qu’il ressort, une jeune femme, Callie Travers, le bouscule volontairement et l’insulte copieusement sans raison apparente. L’étranger lui réplique que si elle désirait faire connaissance avec lui, elle n'avait qu'à le demander. Offusquée, Callie se montre encore plus virulente en paroles vis à vis de l'étranger et finit par faire tomber le cigare qu'il en train de fumer par terre d'un coup de main. L'étranger déclare à Callie qu'elle a besoin d'une leçon de politesse et l'emmène dans une grange où il la viole, malgré ses cris et ses coups, cependant la jeune femme  finit par prendre du plaisir à l'acte et ses cris de détresse se transforment en râles de plaisir et elle ne cherche plus à se débattre de l'étreinte de l'étranger, au contraire elle le retient. Elle est d'autant plus étonnée lorsque l'étranger la laisse en plan sans prévenir après avoir fini son affaire. Impressionnés et terrifiés par le personnage, les habitants vont lui demander par l’intermédiaire du shérif de tuer pour eux trois autres bandits, Stacey Bridges, Dan et Cole Carlin, que les habitants avaient fait mettre en prison et qui seront bientôt libérés. Ils ont en effet juré de revenir se venger en détruisant la ville.
L’étranger retourne chez le barbier pour prendre un bain. Il est attaqué dans sa baignoire par une Callie vengeresse qui le manque de peu en lui tirant dessus à plusieurs reprises. Le shérif s’interpose, désarme Callie et propose à l’Étranger un crédit illimité pour mener à bien l’exécution de Stacey, Dan et Cole. L’Étranger profite abondamment de ce crédit ; chez l’épicier, il donne des bocaux de bonbons à des enfants indiens et une pile de couvertures à leur grand-père, puis prend une poignée de cigarillos pour lui. Chez le bottier, il s’offre trois paires de bottes neuves. Il choisit aussi la plus belle selle chez le sellier. Au saloon, il offre une tournée générale et nomme Mordecai, le nain qui travaille chez le barbier, shérif et maire de la ville. On apprend que le marshal tué à coups de fouet l’a été par Stacey, Dan et Cole sans que les habitants interviennent. Seule la femme du gérant de l’hôtel semble désapprouver ce meurtre collectif.
L’étranger organise la défense de la ville et réquisitionne la plupart des hommes pour l’entraînement. Il demande à des menuisiers mexicains de fabriquer des tables de banquet. Ils prennent le bois sur la grange de Lewis Belding, le gérant de l’hôtel. Celui-ci est mécontent, mais l’étranger s’en moque et lui demande de plus d’expulser les clients de son hôtel, qu’il se réserve entièrement. Il demande également aux habitants de préparer le banquet (notamment un bœuf rôti), des draps pour les nappes et de nombreux pots de peinture rouge. Certains habitants commencent à le trouver trop envahissant.
Stacey, Dan et Cole ont été relâchés de prison et se dirigent vers Lago. En chemin, ils rencontrent trois voyageurs qu’ils tuent pour voler leurs montures et leurs vêtements. Ils perdront par la suite un des chevaux, boiteux, ce qui ralentit leurs mouvements.
Pendant ce temps, les commerçants se réunissent, divisés sur l’étranger. Celui-ci invite Callie, laquelle continue à lui tourner autour en dépit du viol, à partager son souper. D'abord réticente, Callie tente de se défendre, mais L'Étranger la désarme, l'embrasse et elle finit par accepter son offre. Après le dîner, les deux amants finissent par passer la nuit ensemble à l'hotel. Elle s’esquive cependant au petit matin, alors qu’un groupe mené par Morgan Allen, actionnaire de la mine et amant de Callie, tente d’assassiner l’étranger en le frappant par surprise avec des gourdins dans sa chambre d’hôtel. Sauvé par un sixième sens, l’Étranger réplique en dynamitant sa propre chambre et en abattant trois des quatre assaillants. Seul Allen parvient à s’échapper à cheval, mais il est blessé au bras. On soupçonne que Callie était de mèche avec eux. Blake, le patron de la mine, pour s’excuser de cette agression, propose 500 $ par tête pour les outlaws à l’étranger, qui exige 500 $ par oreille, soit 3 000 $. N’ayant plus de chambre à cause de l’explosion, il décide par ailleurs de passer la nuit suivante dans celle de la femme de l’hôtelier, Sarah Belding, qui s'arme d'abord d'une paire de ciseaux pour se défendre, car tout le monde sait ce qu'il a fait avec Callie dans la grange, mais l'étranger reste très calme et réplique à Sarah qu'elle le désire depuis son arrivée en ville. Offusquée Sarah se jette sur lui afin de le tuer avec les ciseaux, mais l'étranger réussit à la désarmer sans avoir à recourir à la violence et Sarah finit par succomber à son charme et à s'abandonner à lui comme l'a fait Callie avant elle et ils finissent par passer la nuit ensemble. Le lendemain matin, elle lui parle de la mort du marshal Duncan.
L’étranger fait enterrer les morts et organise l’accueil des desperados qui approchent. Il fait poster les hommes sur les toits et les fait s’entraîner à atteindre une cible en mouvement : un chariot et des mannequins. Ils doivent également par ailleurs repeindre toute la ville en rouge. Le mot « Hell » (Enfer) est également peint en rouge sur le panneau d’entrée de la ville par l'étranger. D’une discussion, entre Sarah et Lewis Belding (l’hôtelier et sa femme) on comprend la raison de la mort du marshal Duncan. En fait, il avait découvert que la mine était la propriété de l’État et qu’elle devait normalement être fermée, ce qui aurait entraîné la ruine de tous les habitants. Ils se sont mis d’accord pour le faire assassiner et ont payé Stacey, Dan et Cole dans ce but. Ils se sont ensuite débarrassés d’eux en les faisant condamner pour vol. Sarah, qui a toujours désapprouvé ce meurtre, décide alors de quitter son mari.
Pendant ce temps, Morgan Allen, grièvement blessé au bras, est parti à la rencontre des truands. Il négocie avec eux en tant qu’ex-commanditaire. Stacey veut qu’il lui donne la combinaison du coffre. Allen refuse et Stacey l’achève. L’étranger, qui avait suivi Allen, observe la scène du haut d’une colline et leur tire dessus. Il arrache l’oreille de l’un d’eux et les met en fureur en faisant exploser des bâtons de dynamite. Puis il retourne à Lago, où il semble abandonner les habitants interloqués, juste avant l’attaque des trois bandits.
Stacey, Dan et Cole arrivent en ville et voient le « banquet » provocateur dressé « en leur honneur », puis laissent libre cours à leur violence, abattant plusieurs civils qui s'étaient armés contre eux, ceux-ci n'essayent d'ailleurs même pas de riposter. Ils incendient plusieurs maisons et, à la nuit tombée, rassemblent les habitants survivants dans le saloon et les menacent ; quand, tout à coup, un coup de fouet attrape la gorge de Cole Carlin et le tire dehors. L’étranger fouette Cole à mort, exactement comme eux l’avaient fait pour le marshal Jim Duncan. Après avoir dispersé la foule, et les deux tueurs survivants sortis voir le corps, avec un faux bâton de dynamite, l’étranger attrape Dan Carlin par le cou et le pend. Il affronte ensuite Stacey en duel et l’abat de plusieurs balles, sans céder à son ultime demande : connaître son identité, dont on ne sait toujours rien. Lewis Belding, le propriétaire de l’hôtel, tente de profiter du duel pour tuer l’étranger par-derrière, mais Mordecai l’abat avant.
Le lendemain, l'étranger quitte une ville ruinée, aux habitants humiliés. Mordecai achève de graver le nom de Jim Duncan sur sa stèle funéraire, jusque là anonyme, et dit à l’étranger s'en allant qu’il n’a jamais su son nom. « Bien sûr que si », lui répond celui-ci en regardant la tombe. Selon les langues des versions, on comprend que l’étranger n’est autre que le frère du marshal Duncan ou peut-être son esprit vengeur.
L’étranger s’éloigne à cheval dans la plaine surchauffée et disparaît dans la chaleur comme un fantôme.

## Fiche technique
- Titre original : High Plains Drifter
- Titre français : L'Homme des hautes plaines
- Réalisation : Clint Eastwood, assisté de James Fargo
- Scénario : Ernest Tidyman, avec la participation non créditée de Dean Riesner
- Musique : Dee Barton
- Directeur de la photographie : Bruce Surtees
- Direction artistique : Henry Bumstead
- Montage : Ferris Webster
- Décors : George Milo
- Costumes : James Gilmore, Joanne Haas, Glenn Wright (costumes et garde-robe non crédité)
- Maquillage : Joe McKinney et Gary Morris (non crédité)
- Production : Robert Daley
  - Producteur délégué : Jennings Lang
- Société de production : The Malpaso Company
- Sociétés de distribution : Universal Pictures (États-Unis), Cinema International Corporation (France)
- Pays de production :  États-Unis
- Langue originale : anglais
- Format : couleur (Technicolor) – 35 mm – 2,35:1 – mono (Westrex Recording System)
- Genre : western
- Durée : 105 minutes
- Dates de sortie[1] :
  - États-Unis : 7 avril 1973
  - France : 23 août 1973
- Classification : 
  - États-Unis : R (Restricted)
  - France : interdit aux moins de 13 ans[2],[Note 1] (visa d'exploitation no 5365[3]), puis tous publics (visa d'exploitation no 41331 depuis 1991[4]).
- Affiches : Bill Gold (États-Unis), Enzo Nistri (Italie)

## Distribution
- Clint Eastwood (VF : Jean Lagache) : l'étranger, la réincarnation du Marshall Jim Duncan
- Billy Curtis (VF : Guy Piérauld) : Mordecai, le nain
- Mitchell Ryan (VF : Jean-Claude Michel) : Dave Drake, juriste du triumvirat de l'ombre
- Ted Hartley (VF : Marc Cassot) : Lewis Belding, l'hôtelier du triumvirat de l'ombre
- Geoffrey Lewis (VF : Jacques Thébault) : Stacey Bridges, chef des voleurs libérés
- Verna Bloom (VF : Paule Emanuele) : Sarah Belding, l'hôtelière
- Walter Barnes (VF : Pierre Tornade) : le shérif Sam Shaw
- Stefan Gierasch (VF : Jacques Balutin) : le maire Jason Hobart
- Mariana Hill (VF : Nicole Favart) : Callie Travers
- Jack Ging (VF : Jacques Torrens) : Morgan Allen de la compagnie minière et du triumvirat de l'ombre
- Dan Vadis (VF : Marc de Georgi) : Dan Carlin, un des voleurs libérés
- Scott	Walker (VF : Jean Violette) : Bill Borders, chef de la milice
- Anthony James (VF : Michel Gatineau) : Cole Carlin, un des voleurs libérés
- Robert Donner (VF : Michel Etcheverry) : le prêcheur et pasteur
- William O'Connell (VF : Raoul Curet) : le barbier
- John Hillerman (VF : Jacques Marin) : le bottier
- Reid Cruickshanks (VF : Henry Djanik) : l'armurier
- Paul Brinegar (VF : Henri Crémieux) : Lutie Naylor, le barman/propriétaire du saloon
- Richard	Bull (VF : Robert Le Béal) : Asa Goodwin, le croque-mort
- John Quade : Jake Ross, le loueur de chariot au gros nez
- Belle Mitchell (VF : Marie Francey) : Mme Lake, petite dame locataire permanente de l'hôtel
- John Mitchum (VF : Marcel Painvin) : le directeur de la prison
- Buddy Van Horn : le marshall Jim Duncan, lors du flashback (doublure cascades)

## Production

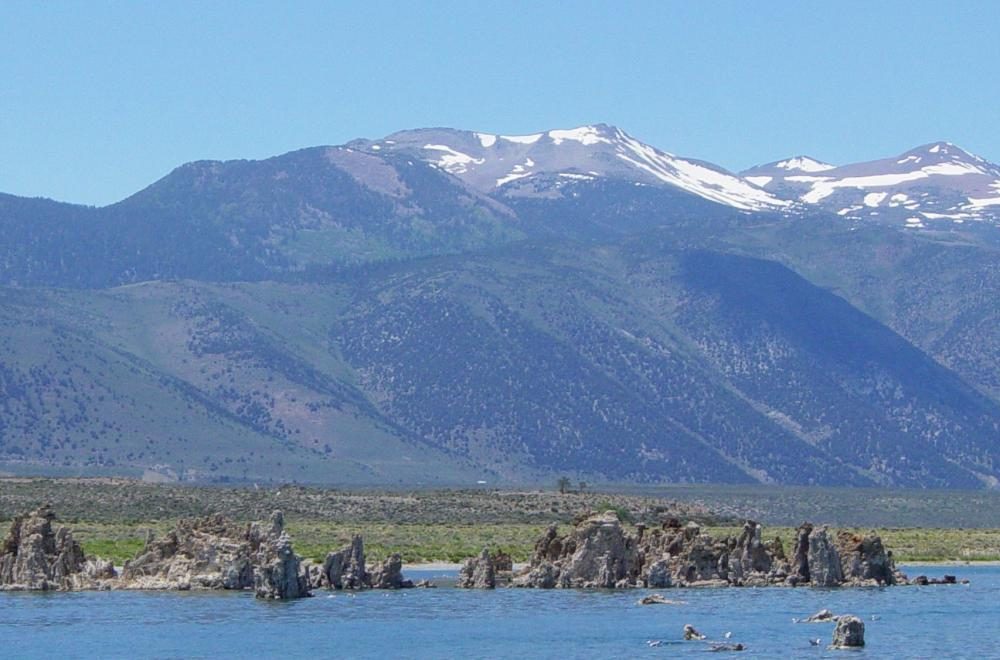
Le lac Mono où se situe Lago

### Genèse et développement
Dans sa première réalisation, Un frisson dans la nuit (1971), certains producteurs reprochent à Clint Eastwood son manque de présence à l'écran. L'acteur-réalisateur accepte donc pour son film de revenir au western et d'incarner un personnage omniprésent, dans la veine de ceux qu'il a incarnés dans la trilogie du dollar de Sergio Leone.
Universal Pictures acquiert les droits d'un court récit d'Ernest Tidyman — a priori long de seulement 9 pages — qui a notamment remporté l'Oscar du meilleur scénario adapté en 1972 pour French Connection. Très marqué par les circonstances du meurtre de Kitty Genovese à Brooklyn, en 1964, et la non-intervention de nombreux témoins présents lors de l'agression, Clint Eastwood demande au scénariste de s'en inspirer pour l'intrigue du film,. Le scénario est, de plus, teinté d'allégories et d'humour noir influencé par Sergio Leone.

### Attribution des rôles
On trouve dans ce film l'acteur Geoffrey Lewis, qui tournera encore six fois avec Clint Eastwood (Le Canardeur, Doux, dur et dingue, Bronco Billy, Ça va cogner, Pink Cadillac, Minuit dans le jardin du bien et du mal).
Autres habitués des aventures eastwoodiennes à quatre reprises on retrouve : Dan Vadis dans L'Épreuve de force, Doux, dur et dingue, Bronco Billy, Ça va cogner ici Dan Carlin, puis John Mitchum dans L'Inspecteur Harry, Magnum Force, L'inspecteur ne renonce jamais, Josey Wales hors-la-loi, ici le directeur du pénitencier et Jack Kosslyn dans Un frisson dans la nuit, Breezy (Eastwood réalisateur), Magnum Force, La Sanction, ici le sellier.
Et à trois reprises on retrouve : John Quade dans Josey Wales hors-la-loi, Doux, dur et dingue, Ça va cogner, ici Jake Ross et William O'Connell, dans Josey Wales hors-la-loi, Doux, dur et dingue, Ça va cogner, ici le barbier.
Chuck Waters, ici le palefrenier à casquette et cheveux longs, est identifié comme acteur dans Doux, Dur et Dingue (un motard des veuves noires) et comme cascadeur dans 3 films Magnum Force, Bronco Billy, et Haut les flingues ! ( pas d’identification autre).
Walter Barnes, ici le shérif Sam Shaw, lui, fut accueilli deux fois dans Doux, dur et dingue et Bronco Billy, tout comme Jack Ging, ici Morgan Allen, dans Pendez-les haut et court et Un frisson dans la nuit et  Russ McCubbin dans Ça va cogner, Le retour de l'inspecteur Harry, ici Fred Short.
Autre présent John Hillerman, le majordome Higgins de la série Magnum, ici en bottier.
Il manque dans les récapitulatifs plusieurs acteurs qui jouent notamment les 3 Indiens, les 3 bivouaqueurs attaqués par les frères Carlin, les 2 menuisiers mexicains préposés à façonner l'immense table du banquet de bienvenue et la grande dame rousse expulsée avec Mme Blake et un jeune homme à la chemise blanche en fin de film; ces acteurs sont considérés comme non identifiés.

### Tournage
Le tournage a lieu en Californie (lac Mono, forêt nationale d'Inyo) et dans le Nevada (Sierra Nevada, lac Winnemucca).
Le tournage a duré six semaines et s'est terminé deux jours avant la date prévue. Le budget du film a également été moindre que ce que l'on avait prévu.
Universal Pictures voulait que le film soit tourné dans le backlot de leurs studios. Clint Eastwood refuse et choisit de tourner en extérieur, dans des décors créés pour l'occasion. Le décor de Lago a été construit sur les bords du lac Mono, à 500 kilomètres de Hollywood, dans la Sierra Nevada de Californie, un site jugé « hautement photogénique » par le réalisateur. Une équipe de 46 techniciens et 10 peintres ont travaillé dix heures par jour pendant huit jours pour construire 14 maisons et un hôtel de deux étages avec porche et escalier extérieur. Les décors furent détruits à la fin du tournage.

## Accueil

### Critique

#### Aux États-Unis
À sa sortie, L'Homme des hautes plaines reçoit globalement de bonnes critiques aux États-Unis.
Pour The New York Times, même si la violence est omniprésente dans le film, il est clair que ni Ernest Tidyman ni Clint Eastwood  ne se prennent vraiment au sérieux. Le personnage de l'étranger dans L'Homme des hautes plaines était manifestement une parodie intense du personnage de l'homme sans nom que Clint Eastwood devait jouer dans les westerns de Sergio Leone.
Pour le Time, le film cultive à l'excès tous les clichés du western dénoncés par la culture pop.
Le film réalisera 15 millions de dollars au box office, un score modeste pour l'époque.

#### En France
À sa sortie, L'Homme des hautes plaines a été taxé de film « fasciste » par la presse française. Le journaliste Jacques Zimmer s'interrogera, quelques années plus tard, et écrira notamment « il est curieux de voir taxé d’idéologie d’extrême droite le bon vieux thème du solitaire venu réparer une injustice et soumettant à la loi une collectivité qui l’a nommé marshall par réflexe de peur. (…) Le même scénario, produit par Richard Wilson sous le titre du Mercenaire de minuit, avait été salué unanimement comme une parabole contre le racisme et la violence ». Certains commentaires anglo-saxons dénoncent par ailleurs les deux viols perpétrés par le héros, l’idéalisation et la justification qu’en donne le film : les femmes victimes étaient membres du village qu’il fallait punir, elles finissent par éprouver du plaisir et l’une en vient même à soutenir son violeur , .
En France, plusieurs critiques de L'Homme des hautes plaines s'inscriront dans la ligne des accusations de fascisme de films des années 1970 portées par exemple par des critiques comme Roger Ebert et Pauline Kael contre Dirty Harry de Don Siegel. 
Une sorte de « jeu » s'était alors propagée dans la presse à cette époque pour être celui qui « taperait » le plus fort sur Clint Eastwood : Jean-Claude Guignet dans La Revue du cinéma dénonce une « apologie du fascisme », Guy Teisseire affirme dans L’Aurore que le film met en scène « le parfait héros nazi » et J. Sorel voit dans Témoignage chrétien un « bel aryen blond ».
En 1974, un texte collectif signé du pseudonyme Albert Bolduc et publié dans la revue Positif déclare même que le film devait ainsi être assimilé à un « Mein Kampf de l’Ouest ».
L'accueil global du film évoluera avec le temps. Il est considéré par le Motion Pictures Guide comme un des meilleurs westerns des années 1970. En France, Olivier Père écrit, dans Les Inrockuptibles : « À l’orée de sa carrière de cinéaste, Eastwood est encore redevable du style de Leone, mais aussi du baroquisme de Siegel. [...] Dans sa fureur iconoclaste, le film se situe à une étape intermédiaire de [son] œuvre ».
Un demi-siècle après sa sortie, le film peut être vu comme un condensé en un seul personnage du bon, la brute et le truand, et l'ambiguïté du scénario épuré permet d'en comprendre la dimension purement fantasmatique.

### Box-office
Le film engrange 16 558 740 $ aux États-Unis. En France, le film totalisera 790 646 entrées.

## Commentaires

### Thèmes
Premier des quatre westerns que Clint Eastwood réalisera, L'Homme des hautes plaines rassemble tous les thèmes que le réalisateur développera dans ses œuvres, notamment celui de la vengeance, qui sera au cœur de Josey Wales hors-la-loi et d’Impitoyable. De même, son personnage de l'étranger préfigure celui du pasteur de Pale Rider, le cavalier solitaire. Ne pouvant pardonner la médiocrité et la veulerie des habitants, l'étranger va les forcer à repeindre leur ville en rouge et à la renommer Hell (enfer) et nomme comme maire et shérif leur souffre-douleur habituel, un nain. Toutes ces images et ces symboles confèrent au film une dimension à la fois crépusculaire et fantastique.

### L'identité de l'étranger
À la toute dernière scène, quand l'Étranger quitte la ville, il croise Mordecai occupé à inscrire le nom de l'ancien shérif Duncan sur sa pierre tombale. Mordecai lui dit qu'il n'a jamais su son nom. Dans la version originale, l'Étranger lui répond « Si, tu le sais. »
Dans les doublages français, italien, allemand et espagnol, l'étranger répond : « C'est celui que tu graves, celui de mon frère. Prends-en soin. » Cette version correspond, en fait, au script original du film. La fin avait été changée pour laisser l'hypothèse du frère possible, mais permettre également d'imaginer que l'étranger est un esprit vengeur.

### John Wayne
Après la sortie de L'Homme des hautes plaines, Clint Eastwood propose à John Wayne de faire un western ensemble. 
Ce projet de long-métrage intitulé The Hostiles (Meurtres sous contrôle) écrit par Larry Cohen portait sur l'association entre deux propriétaires d'un ranch, l'un jeune et l'autre vieillissant, face à des ennemis qui tentent de les assaillir.
Mais John Wayne répond à Clint Eastwood pour critiquer son film dont il estime qu'il ne restitue pas correctement l'histoire des pionniers de l'Ouest. Clint Eastwood ne répond pas à sa lettre mais déclare dans une interview à Kenneth Turan publiée en 2012 : « J'ai compris que nous étions de deux générations différentes, et qu'il ne comprenait pas ce que je faisais. » Il précisera que son western était plus conçu comme une fable qu'un film sur la colonisation de l'Ouest et qu'il a toujours préféré incarner des personnages ambigus et faillibles plutôt que les héros américains typiques personnifiés par John Wayne.
Clint Eastwood envoie malgré tout une nouvelle version du script de The Hostiles à John Wayne. Lorsque Michael Wayne tend à son père le scénario lors d'une sortie en bateau, l'acteur balance par-dessus bord ce qu'il considère être « un tas de merde » .

### Clins d’œil
Les pierres tombales du cimetière portent les noms des cinéastes Sergio Leone et Don Siegel. À ce sujet, Clint Eastwood déclare : « J'ai enterré mes réalisateurs ».
Jean-Claude Michel qui double ici un des potentats qui s'opposent à l'Étranger joué par Clint Eastwood doublera plus tard régulièrement Eastwood.